# Île Stradbroke-Nord
Pour les articles homonymes, voir Stradbroke (homonymie).
 (mai 2018).
Si vous disposez d'ouvrages ou d'articles de référence ou si vous connaissez des sites web de qualité traitant du thème abordé ici, merci de compléter l'article en donnant les références utiles à sa vérifiabilité et en les liant à la section « Notes et références ».
L'île Stradbroke-Nord (North Stradbroke Island) est une île australienne dans l'État du Queensland à 30 km au sud de la capitale Brisbane.
Avant 1896, l'île faisait partie de l'île Stradbroke (en). Cette année-là un orage a coupé l'île en deux, séparant les îles Stradbroke-Nord et Sud par le Jumpinpin Chanel. L'île fait environ 38 km de long sur 11 de large. Elle est connue familièrement sous le nom de Straddie.
La population permanente de l'île est assez réduite (117 habitants en 2011), mais le nombre de personnes sur l'île augmente de façon significative au cours des périodes de fêtes. Il n'ya pas de pont pour relier l'île au continent et le seul accès se fait par des ferries au départ de Cleveland (Queensland) (en).
Il y a trois localités sur l'île, Dunwich (Queensland) (en) est la plus grande et a la plupart des services de l'île, dont une école, un centre médical, un musée local et une station de recherche marine. Point Lookout (connue localement sous le nom de « the point ») est sur la côte nord de l'île et est la destination touristique majeure en période de fêtes. La troisième est Amity Point qui est beaucoup plus petite et est un lieu de pêche populaire sur l'île. Flinders Beach est une petite localité dont la plupart des maisons de vacanciers sont construites sur la plage principale entre Amity Point et Point Lookout.

## Histoire
Le nom indigène de l'île est Minjerribah mais en 1827 le capitaine Henry Henry John Rous (en), qui avait le titre de vicomte Dunwich, commandant le HMS Rainbow, le premier navire britannique de guerre à entrer dans la baie Moreton, nomma l'île d'après le titre de son père John Rous (1er comte de Stradbroke) .
Auparavantant, trois marins, Thomas Pamphlett, John Finnegan et Richard Parsons étaient restés longtemps sur l'île après avoir fait naufrage en 1823. Les autochtones leur fournirent de la nourriture et un abri et leur donnèrent même un canot pour les aider à repartir. Encore avant, Matthew Flinders avait fait escale sur l'île pour se procurer de l'eau douce et avait également cartographié une grande partie de la baie Moreton. Flinders fut impressionné par la santé et l'hospitalité des Aborigènes de Stradbroke.
Un historien local bien connu, Thomas Welsby (en), enregistra une tradition orale autochtone selon laquelle les Aborigènes avaient été en contact encore plus tôt avec des Européens survivants d'un naufrage et qui étaient arrivés dans un des camps autochtones après que leur navire ait fait naufrage sur la côte est de l'île. Selon cette tradition l'un des hommes s'appelait Juan et l'autre Woonunga. En 1890, un membre de la famille Campbell, l'une des plus anciennes familles métisses de Stradbroke, déclara à Welsby que les restes du navire étaient encore visibles dans le marais de Mile 18 et que les restes étaient en chêne. Cette histoire est à l'origine d'une légende locale selon laquelle les restes d'un navire espagnol ou portugais, dénommé le « galion de l'île Stradbroke » se trouvent quelque part dans le marais de Mile 18.
La plus célèbre habitante de l'île fut Oodgeroo Noonuccal, connue auparavant sous le nom de Kath Walker, la poétesse autochtone et la militante des droits des Aborigènes. Elle fut l'un des acteurs principaux du mouvement qui conduisit à l'accord de 1997 entre le Conseil du gouvernement local et la population autochtone de la région accordant aux Aborigènes des droits sur l'île et des parties de la baie Moreton.

## Tourisme
Le seul hôtel est situé à Point Lookout.
L'île est connue pour ses longues plages de sable blanc sur la côte est, son calme en raison de son long isolement et la riche diversité de sa nature allant des baleines passant au large de Point Lookout aux orchidées sauvages nombreuses à l'intérieur de l'île.
L'île a de nombreux lacs naturels dont notamment : Ibis Lagoon, Black snake Lagoon, Welsby Lagoon, Lake Kounpee, Brown Lake et le beau Blue Lake situé dans le parc national Blue Lake. Il existe un certain nombre de lacs artificiels résultant d'une ancienne exploitation minière comme les Key Hole Lakes, Yarraman Lake, Herring Lagoon et Palm Lagoon. Dans certaines zones, on trouve de grandes étendues de marécages comme le Eighteen Mile Swamp  et un autre situé derrière Flinders Beach. D'autres éléments remarquables de l'île comprennent Adder Rock entre Amityet Point Lookout et, à la pointe sud de l'île, Swan Bay et une zone de très importantes dunes de sable.